# George Cann

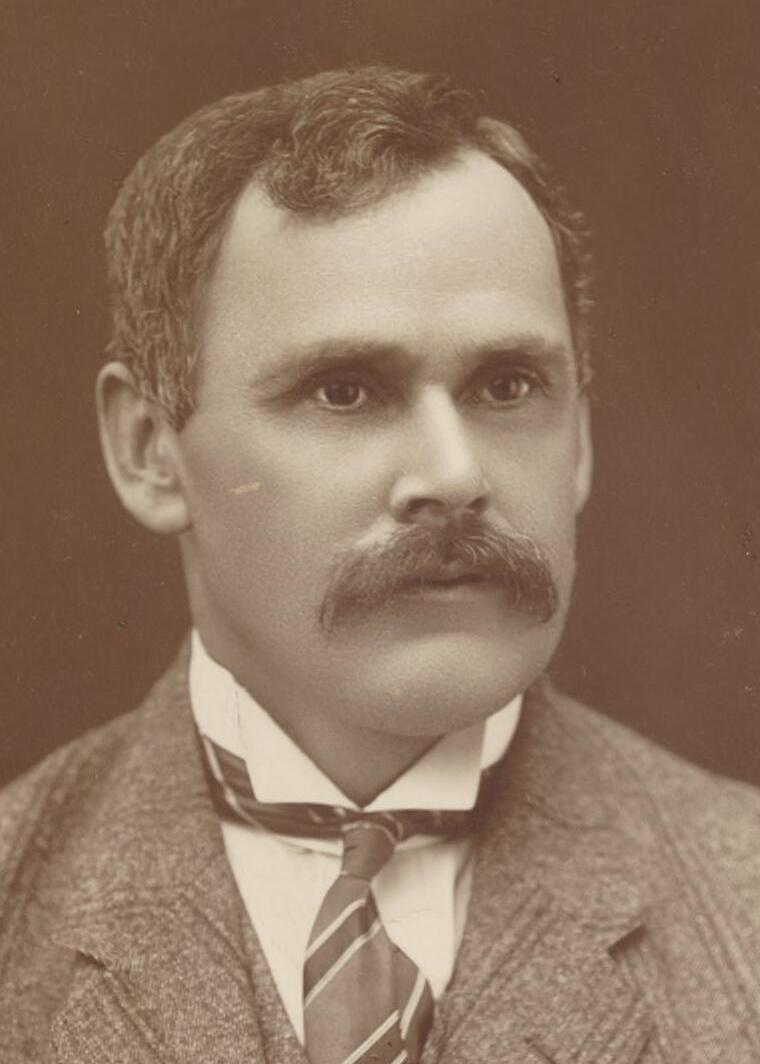
George Cann

The Honourable George Cann (* 29. Mai 1871 in Shankhouse, Northumberland, England; † 18. Oktober 1948 in Strathfield, New South Wales) war ein australischer Politiker der Australian Labor Party ALP, der von 1910 bis 1913 Mitglied des Australischen Repräsentantenhauses, zwischen 1914 und 1927 Mitglied im Parlament von New South Wales war und verschiedene Ministerämter bekleidete.

## Leben

### Bergmann, Mitglied des Australischen Repräsentantenhauses und Mitglied des Parlaments von New South Wales

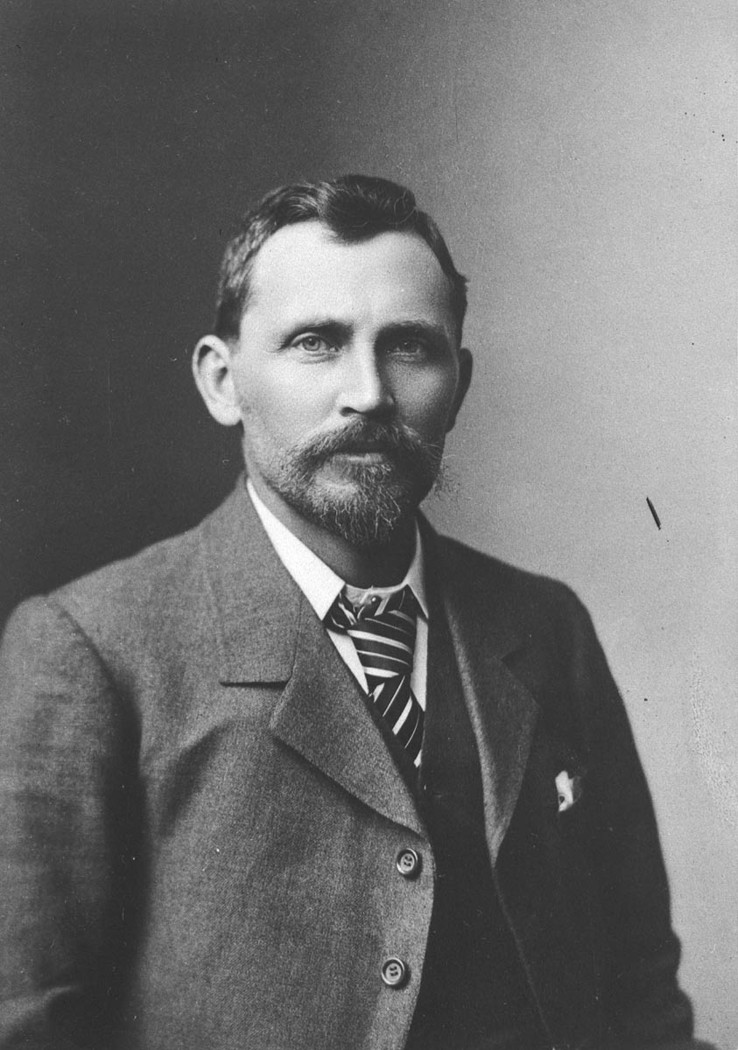
Älterer Bruder war der Politiker John Cann (1860–1940), der 25 Jahr lang Mitglied der Nationalversammlung, mehrfach Minister sowie von 1910 bis 1911 als Speaker of the Legislative Assembly Präsident der Legislativversammlung war.

George Cann war ein Sohn des Bergmanns Richard Cann und dessen Ehefrau Rebecca Sowden. Sein älterer Bruder war der Politiker John Cann (1860–1940), der zwischen 1891 und 1916 25 Jahr lang Mitglied der Nationalversammlung, mehrfach Minister sowie von 1910 bis 1911 als Speaker of the Legislative Assembly Präsident der Legislativversammlung war. Er begann nach dem Schulbesuch in Cramlington 1882 als Elfjähriger eine Tätigkeit als Bergmann in einem Bergwerk und engagierte sich als Mitglied in der Northumberland Miners’ Association, der örtlichen Bergarbeitergewerkschaft. 1900 wanderte er nach Australien aus und arbeitete nach seiner Ankunft als Bergmann in der Oakey Park-Mine. Er trat als Mitglied der Australian Labor Party ALP bei, engagierte sich weiterhin in der Gewerkschaft von 1905 bis 1907 als Präsident der Western Miners Association und war zwischen 1910 und 1913 Mitglied des Stadtrates von Lithgow. Bei der Parlamentswahl in Australien am 13. April 1910 wurde er für die ALP im Wahlkreis Nepean zum Mitglied des Australischen Repräsentantenhauses gewählt und gehörte diesem bis zu seiner Niederlage bei der darauf folgenden Parlamentswahl am 31. Mai 1913 an. 1913 erfolgte seine Berufung zum Friedensrichter (Justice of the Peace). Bei der Wahl vom 6. Dezember 1913 kandidierte er für die Labor Party im Wahlkreis Upper Hunter erstmals für ein Mandat im Parlament von New South Wales, belegte mit 3.149 Stimmen (41,48 Prozent) jedoch nur den zweiten Platz.
Bei einer Nachwahl (By-election) wurde er am 10. Oktober 1914 für die ALP im Wahlkreis Canterbury mit 2.050 Stimmen (82,83 Prozent) zum ersten Mal Mitglied im Parlament von New South Wales und vertrat diesen Wahlkreis nach seiner Wiederwahl am 24. März 1917 mit 8.272 Stimmen (89,02 Prozent) bis zum 18. Februar 1920 in der Legislativversammlung (NSW Legislative Assembly), dem Unterhaus des Parlaments. Während dieser Zeit war er zwischen 1915 und 1916 Mitglied des Zentralen Exekutivvorstandes der Australian Labor Party und leistete danach während des Ersten Weltkrieges vom 16. März 1916 bis zum 11. Dezember 1917 Militärdienst als Sergeant im 30. Bataillon der Infanterie (Australian Infantry Forces) der Australischen Armee 1st AIF (1st Australian Imperial Force). Nach seiner Rückkehr war er von 1918 bis 1920 als Whip Parlamentarischer Geschäftsführer der Labour-Fraktion in der Legislativversammlung und engagierte sich zudem 1919 im ALP-Komitee der Politischen Liga der zurückgekehrten Soldaten und Seeleute, der Returned Soldiers and Sailors Political League.

### Minister in New South Wales, Ausschluss aus der Labor Party und Wahlniederlagen
Nach Auflösung des Wahlkreises Canterbury wurde Cann bei der Wahl am 20. März 1920 im Wahlkreis St George, der fünf Abgeordnete stellte, als Bester mit 7.026 Stimmen (21,03 Prozent) wieder zum Mitglied der Legislativversammlung gewählt. Er vertrat diesen Wahlkreis nach seinen Wiederwahlen am 25. März 1922 und 30. Mai 1925 bis zum 7. September 1927.
Nach dem Sieg der Labor Party bei der Wahl vom 20. März 1920 übernahm George Cann im Kabinett von Premierminister John Storey sein erstes Regierungsamt und fungierte bis zum 5. Oktober 1921 als Bergbauminister (Secretary for Mines) und zugleich als Minister für Arbeit und Industrie (Minister for Labour and Industry). Im darauf folgenden ersten Kabinett von Premierminister James Dooley fungierte er vom 10. Oktober bis zum 20. Dezember 1921 weiterhin als Bergbauminister und war daneben auch Minister für Kommunalverwaltung (Minister for Local Government). Nach seinem Ausscheiden aus der Regierung war er zwischen 1922 und 1927 Direktor des Royal Prince Alfred Hospital, ein Lehrkrankenhaus in Sydney.
Im ersten Kabinett von Premierminister Jack Lang bekleidete er vom 17. Juni 1925 bis zum 26. Mai 1927 das Amt als Minister für öffentliche Gesundheit (Minister for Public Health) und übernahm zudem in Personalunion zwischen dem 17. Juni 1925 und dem 24. März 1926 auch weiterhin den Posten als Minister für Kommunalverwaltung. Außerdem hatte er vom 8. März bis zum 26. Mai 1927 auch kommissarisch das Amt als Minister für Arbeit und Industrie (Acting Minister for Labour and Industry ) inne. Nachdem er 1927 aus der Labor Party ausgeschlossen wurde, kandidierte er bei der Wahl am 8. Oktober 1927 als Parteiloser (Independent Labor) im Wahlkreis Lakemba. Allerdings belegte er mit 2.174 Stimmen (13,89 Prozent) nur den letzten Platz unter drei Kandidaten, verpasste somit die Stichwahl und letztlich den Wiedereinzug in die Legislativversammlung. Er trat später der Nationalist Party of Australia bei und kandidierte für diese bei der Wahl am 25. Oktober 1930 erneut im Wahlkreis Lakemba, wobei er dieses Mal zwar mit 4.517 Stimmen (26,18 Prozent) war Zweitplatzierte wurde, aber deutlich hinter dem wiedergewählten Wahlkreisinhaber Fred Stanley lag, auf den 11.861 Stimmen (68,75 Prozent) entfielen. Zuletzt engagierte er sich als Trustee des National Park, dessen Präsident er 1932 wurde.
Aus seiner am 8. März 1890 geschlossenen Ehe mit Catherine Roberts gingen eine Tochter und ein Sohn hervor. Nach seinem Tode wurde er auf dem Friedhof der Methodistischen Kirche in Homebush beigesetzt.